# Ночной образ жизни животных

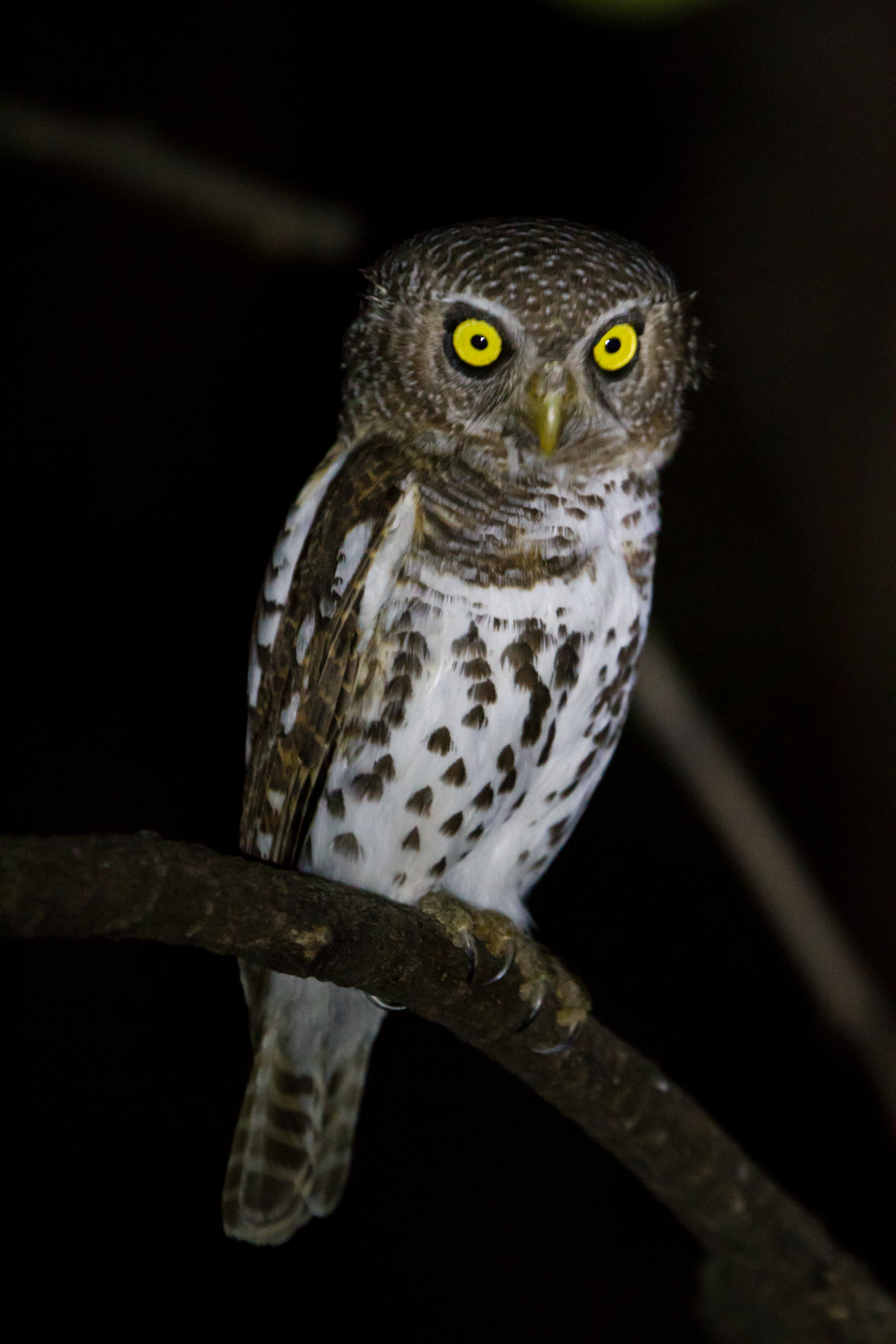
Большинство сов, как этот капский воробьиный сыч, активны по ночам

Ночной образ жизни животных — поведение, характеризуемое активностью в ночные часы и сном в дневные. Животные, ведущие ночную жизнь, обладают очень хорошим слухом и обонянием, специально адаптированным зрением. Это, к примеру, волки, ежи, лемуры, фенеки, летучие мыши, совы и другие.

## Причины
Причины того, что некоторые животные активны ночью, а спят днём, в следующем:
1. Конкуренция за пищевые ресурсы. Животные, поедающие одну и ту же пищу на одной и той же территории, но в разное время суток, не являются конкурентами между собой и занимают разные экологические ниши. Пример: ястребиные (день) и совиные (ночь)[1].
2. Незаметность. В темноте хищнику легче подобраться к своей жертве незамеченным. Пример: львы (которые могут быть одинаково активны как днём, так и ночью) предпочитают ночную охоту, так как их основные жертвы, зебры и антилопы, ведут дневной образ жизни и плохо видят ночью. Верен и обратный пример: многие виды мелких грызунов активны ночью, потому что поедающие их хищные птицы в основном активны днём.
3. Сохранение воды. Для обитателей засушливых мест характерен ночной образ жизни, так как в отсутствие солнца заметно сокращается испарение воды из организма. Поэтому днём любая пустыня кажется безжизненной[2].

## Факты
- Некоторые ночные животные могут одинаково хорошо видеть как в темноте, так и на ярком свету — это, например, кошки и фретки. Другие слепнут на свету — это, например, галаговые и большинство летучих мышей.
- Все медведи являются дневными животными, за исключением одного — губача[3].
- Все обезьяны являются дневными животными, за исключением одного семейства — ночных обезьян.

## Галерея
Представители разных классов:

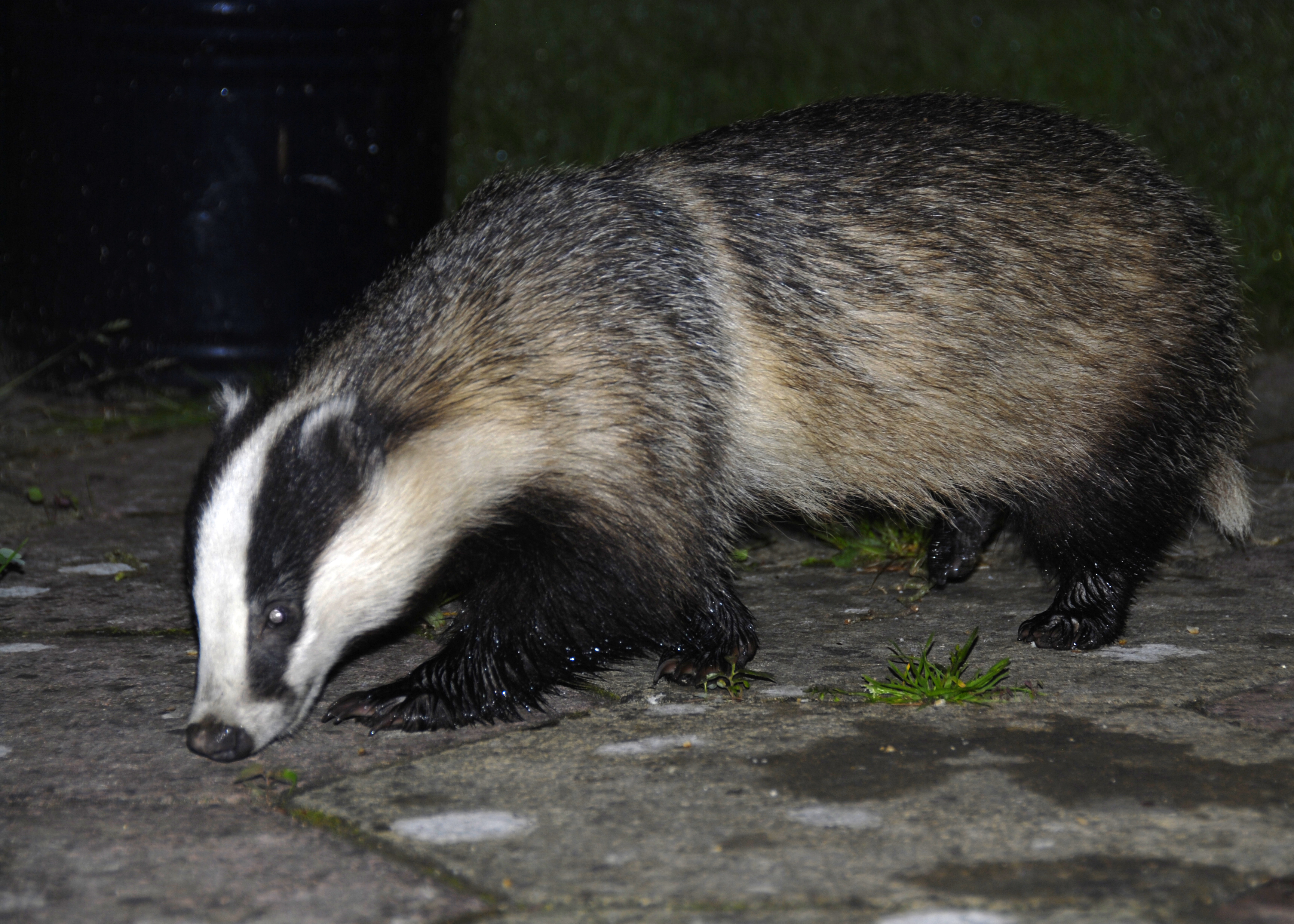
Млекопитающие — барсук
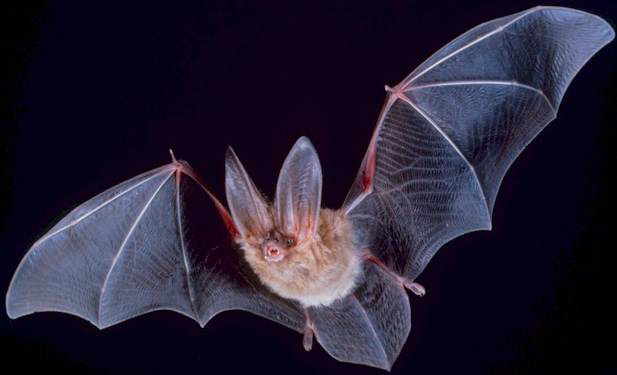
Млекопитающие — ушан Таунсенда
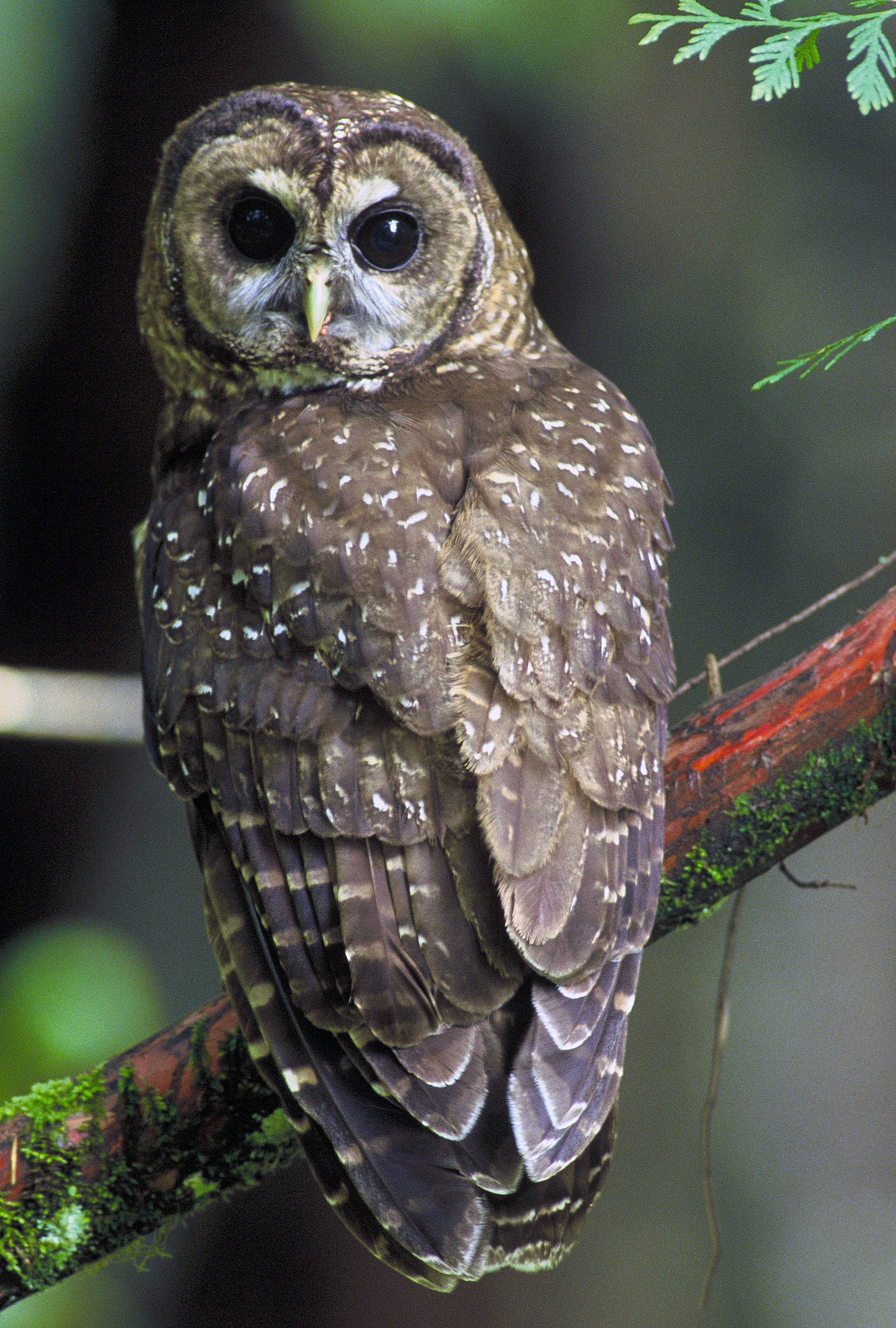
Птицы — неясыть
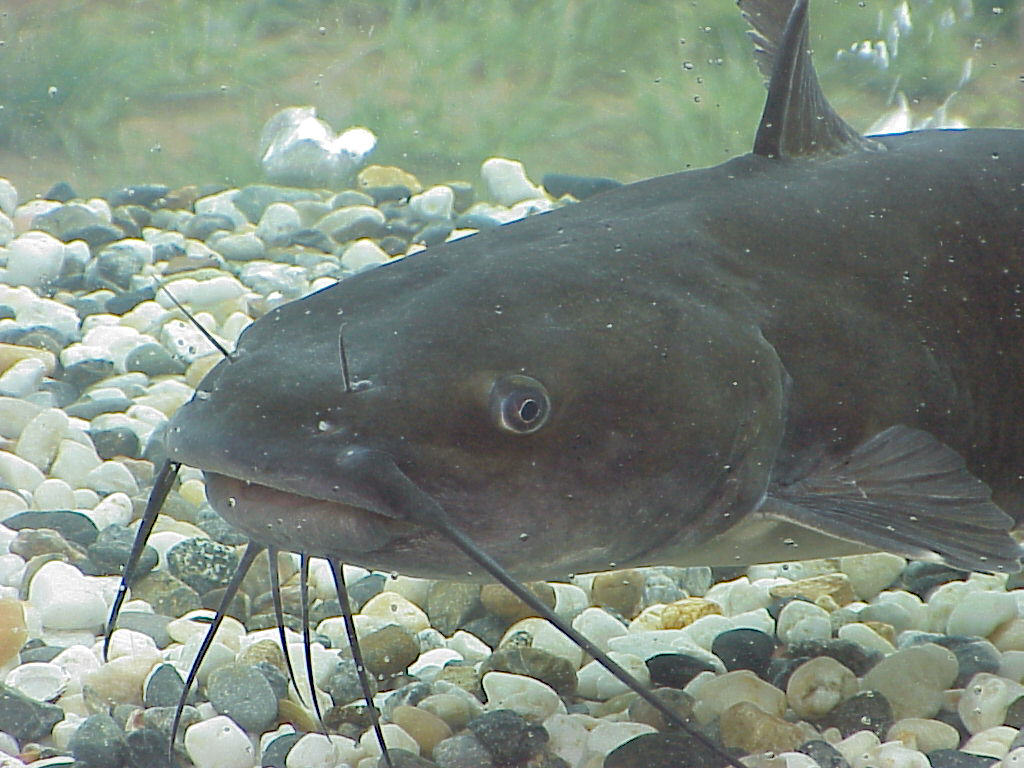
Рыбы — сом
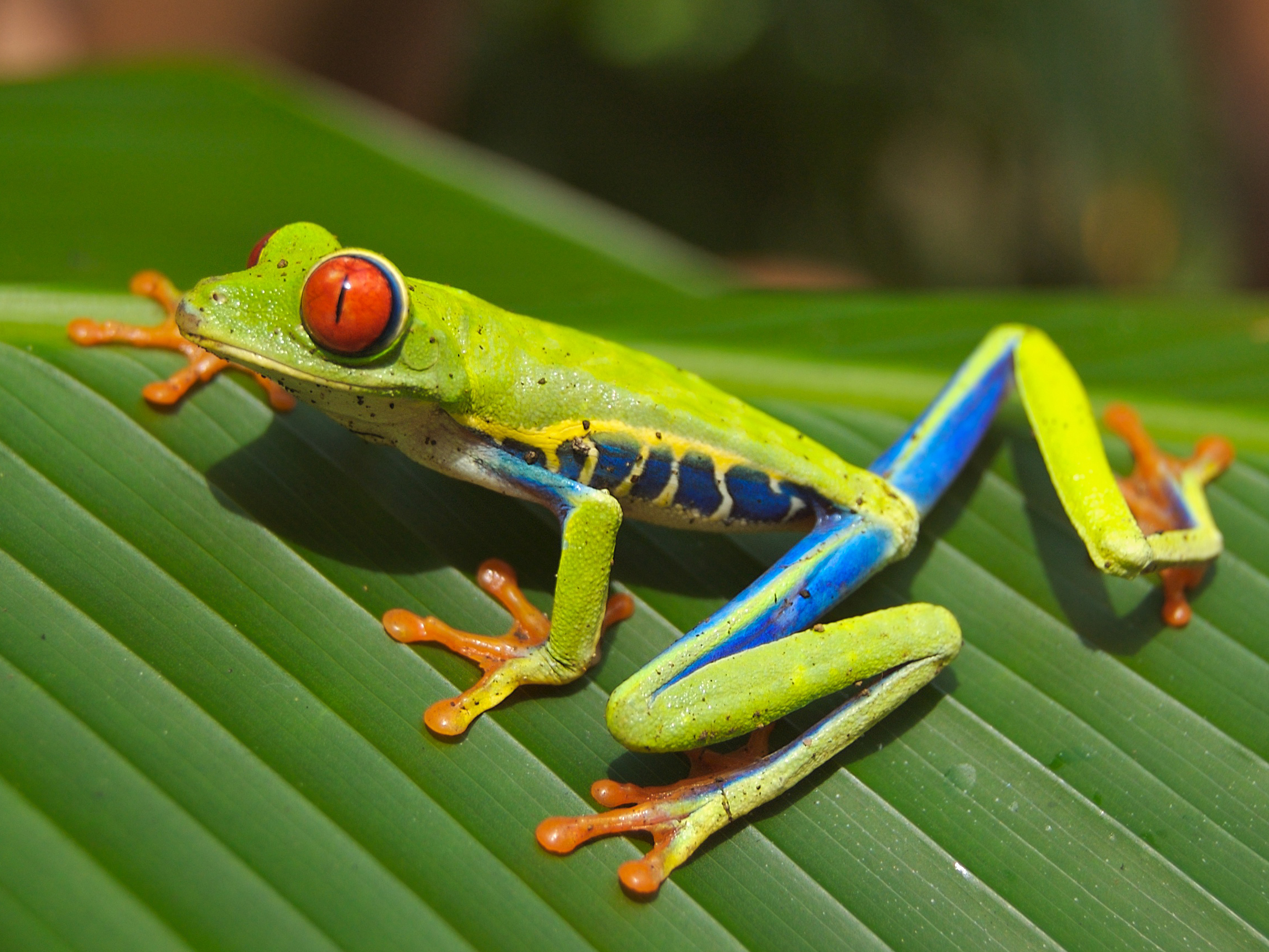
Земноводные — красноглазая квакша
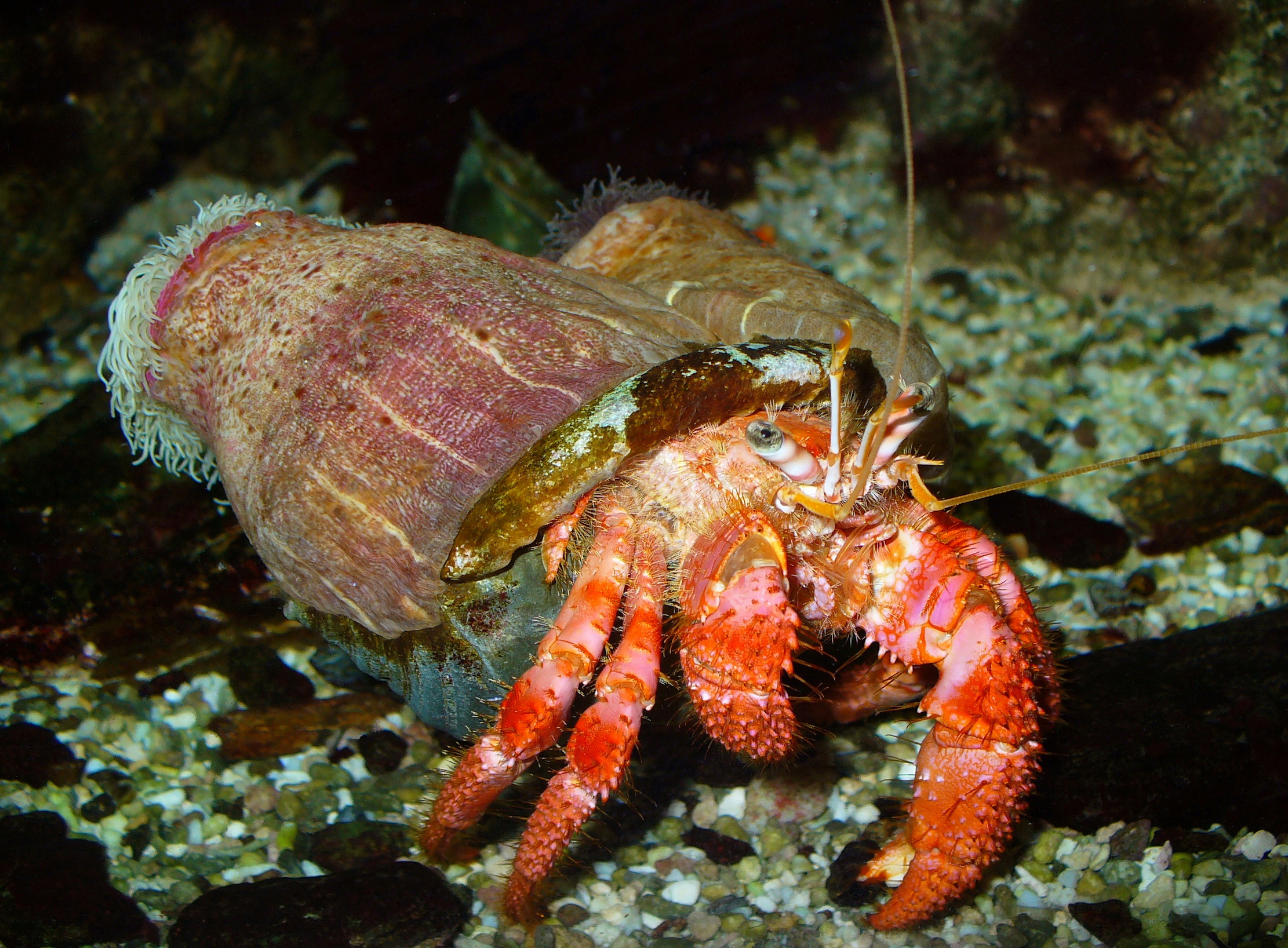
Членистоногие — рак-отшельник
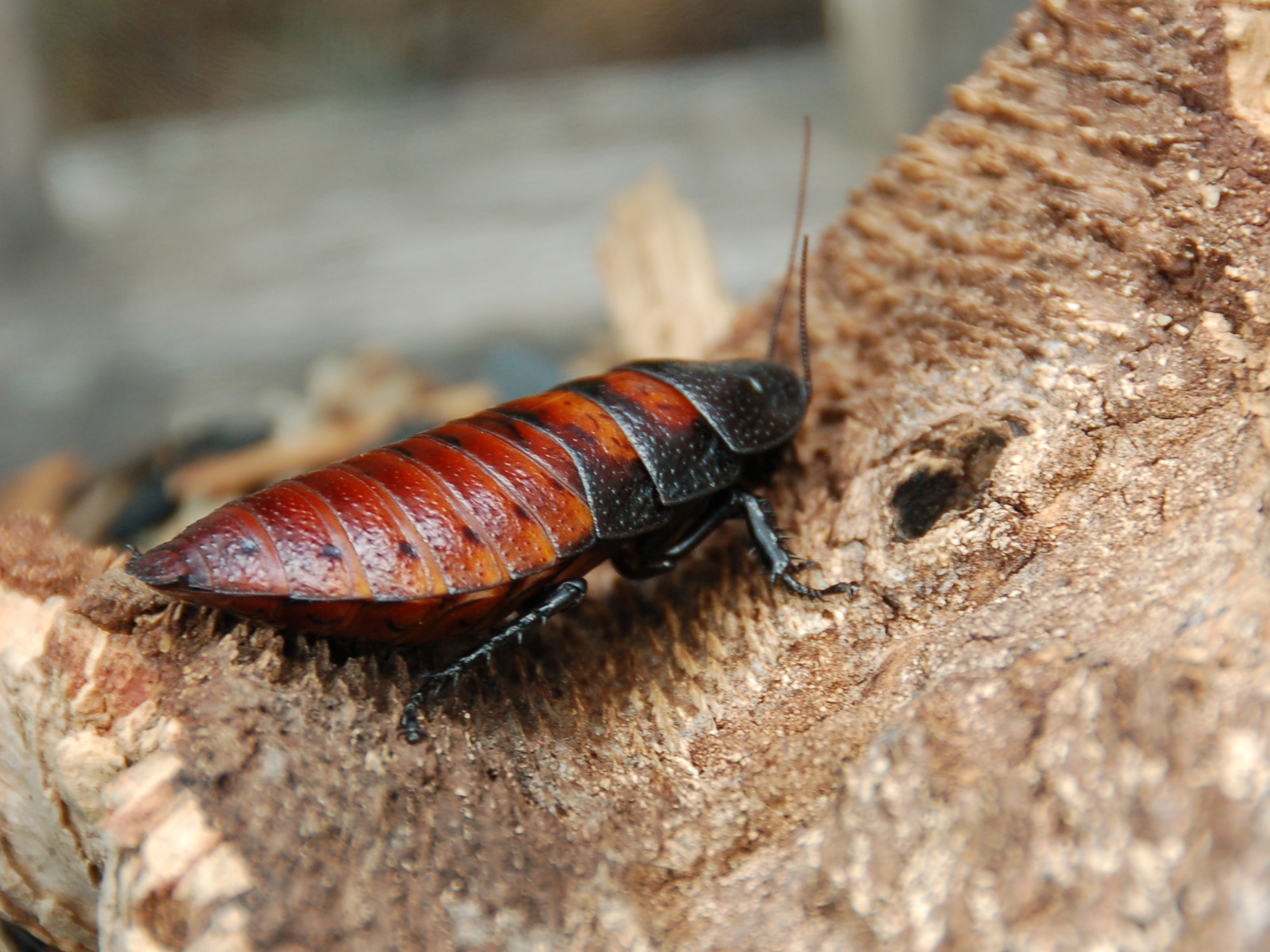
Насекомые — мадагаскарский шипящий таракан
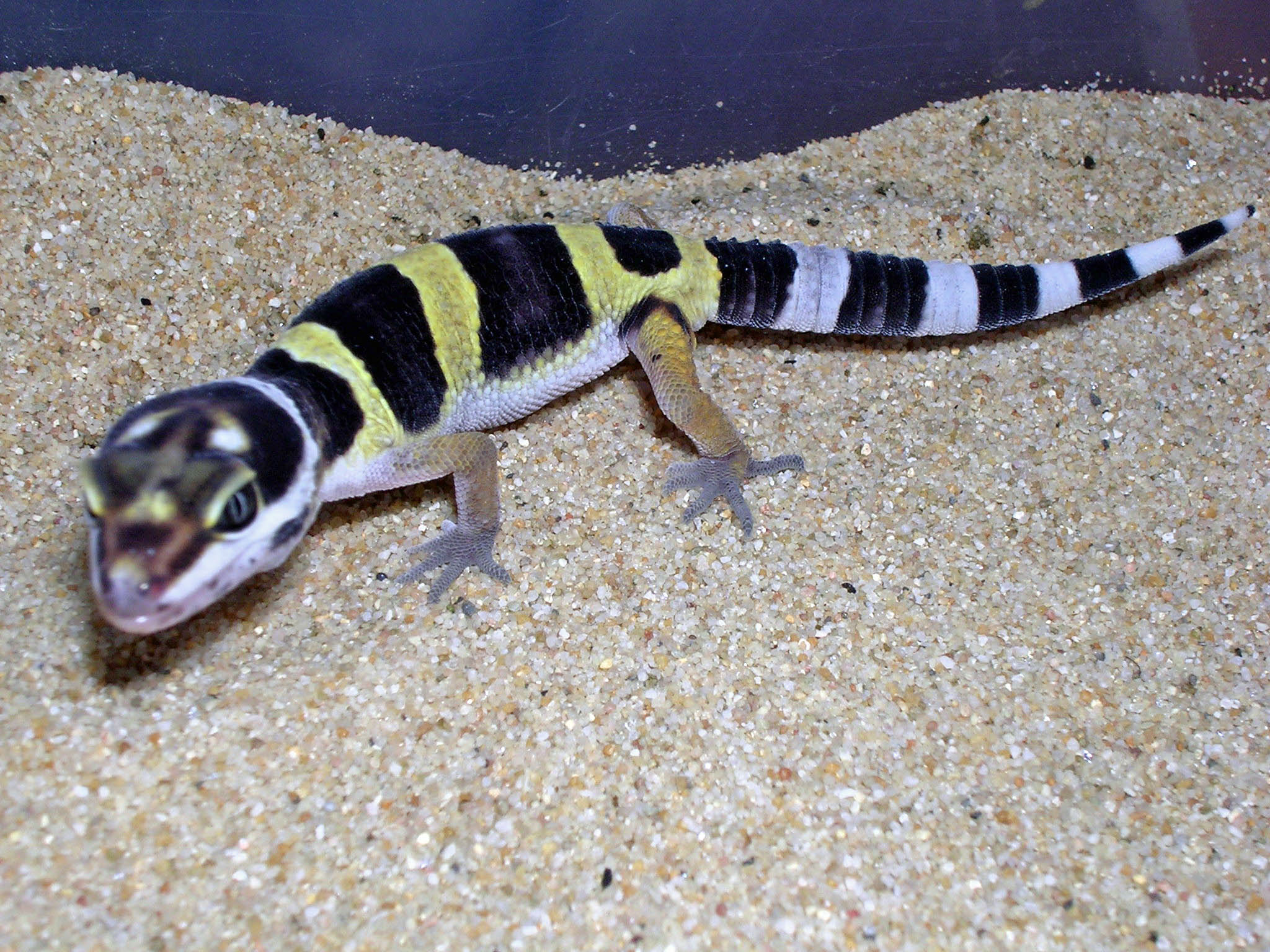
Пресмыкающиеся — геккон

### Англоязычные
- Ночные животные Архивная копия от 5 января 2018 на Wayback Machine на сайте bbc.co.uk
- Ночные животные Архивная копия от 13 сентября 2012 на Wayback Machine на сайте enchantedlearning.com
- Дождевой лес ночью Архивная копия от 4 октября 2017 на Wayback Machine на сайте nationalgeographic.com
- Ночные животные Архивная копия от 19 октября 2012 на Wayback Machine на сайте animalport.com
- Как животные видят в темноте? на сайте ebiomedia.com

### Русскоязычные
- Почему некоторые животные активны только ночью? Архивная копия от 24 мая 2012 на Wayback Machine на сайте pochemu-chka.ru